# Хульяка
Хульяка (исп. Juliaca, кечуа и аймара: Hullaqa) — город в юго-восточной части Перу, в регионе Пуно. Административный центр провинции Сан-Роман. Расположен в 45 км к северо-западу от озера Титикака. Это крупнейший город всего региона, с населением 225 146 человек по данным переписи 2007 года. Расположен на плато Альтиплано, на высоте 3 825 м над уровнем моря. Важный торговый центр региона. Большинство населения-Кечуа.

## Климат
Климат города — высокогорный, с довольно низкими температурами на протяжении всего года. Средние месячные температуры составляют от 6 до 12°С. Средний годовой уровень осадков составляет около 610 мм.